# Ditrichum tomentosum
Ditrichum tomentosum là một loài rêu trong họ Ditrichaceae. Loài này được Kindb. Paris mô tả khoa học đầu tiên năm 1896.